# Алексиевич, Илья Леонидович
Илья́ Леони́дович Алексие́вич (бел. Ілья Леанідавіч Алексіевіч; род. 10 февраля 1991, Жодино, Минская область) — белорусский футболист, полузащитник клуба БАТЭ. Мастер спорта. Трёхкратный чемпион Беларуси.

## Карьера

### Клубная
Воспитанник школы жодинского «Торпедо-БелАЗ». Первый тренер — Сергей Михайлович Василевский. 1 июля 2010 года дебютировал в еврокубках в матче против исландского «Филкира» (Лига Европы УЕФА, 3:0).
С 2011 года защищал цвета «Гомеля». Свой первый гол в еврокубках забил в ворота «Бурсаспора» (1:2). В своём первом сезоне сыграл в 37 матчах, забил три гола и отдал две голевые передачи. Включён АБФФ в список 22 лучших футболистов чемпионата Беларуси по итогам сезона 2012. В начале ноября появлялись слухи об интересе к футболисту со стороны минского «Динамо».
26 ноября 2012 года подписал трёхлетний контракт с борисовским БАТЭ. Участник групповых этапов Лиги чемпионов и 1/16 финала Лиги Европы в составе БАТЭ. 13 января 2016 года на правах свободного агента перешёл в греческий «Панетоликос», с которым заключил контракт на полтора года. Сыграв из-за травмы всего три матча за греческий клуб, в мае 2016 года покинул команду, договорившись о расторжении контракта. Проведя полгода без клуба, 12 января 2017 года перешёл в солигорский «Шахтёр».
В начале августа 2017 года перешёл в «Торпедо-БелАЗ» на правах аренды. В начале следующего года заключил с «жодинцами» полноценный контракт. В сезоне 2018 сыграл в 21 матче чемпионата, в которых отметился одной голевой передачей. В декабре 2018 года покинул клуб.
В феврале 2019 года подписал контракт с клубом «Минск». Начинал сезон в качестве игрока основы, однако в июле получил травму, из-за которой не играл вплоть до конца турнира. В декабре по окончании контракта покинул «Минск», однако в мае 2020 года вернулся в состав команды. В июле вновь покинул столичный клуб.
В июле 2021 года стали игроком клуба «Крумкачи». Дебютировал за клуб 12 сентября 2021 года в матче против петриковского «Шахтёра». По итогам сезона команда расположилась на 3-м месте в турнирной таблице Первой Лиги и получила право на участие в переходных матчах против мозырской «Славии», которой по сумме двух матчей «Крумкачи» уступили со счётом 0:1. По окончании контракта покинул клуб.
В марте 2022 года перешёл в «Гомель». Первую игру за клуб сыграл 6 марта 2022 года в Кубке Беларуси против минского «Динамо». По итогам ответной встречи «гомельчане» выбили динамовцев из розыгрыша кубка. В Высшей лиге за клуб первую игру сыграл 20 марта 2022 года против дзержинского «Арсенала». 7 апреля, в первой полуфинальной кубковой встрече против «Витебска» вышел в стартовом составе и забил гол на 57-й минуте. По итогам полуфинальных матчей в составе витебского клуба вышел в финал Кубка Беларуси. Стал обладателем Кубка Беларуси, победив в борисовский БАТЭ. В июле 2022 года принимал участие в квалификационных матчах Лиги конференций УЕФА. Первый матч сыграл 21 июля 2022 года против греческого «Ариса», которому «гомельчане» уступили с разницей в четыре гола. 27 июля 2022 года состоялся ответный матч, по результатам которого гомельский клуб потерпел поражение и покинул турнир на стадии квалификации. По ходу сезона игрок был одним из ключевых футболистов клуба, записав в свой актив три забитых гола и результативную передачу.
В январе 2023 года продлил контракт с «Гомелем». За 26 матчей сезона-2023 забил пять мячей, отдал одну голевую передачу и заработал три жёлтых карточки. В январе 2024 года футболист вернулся в борисовский БАТЭ.

### В сборной
Участник Олимпийских игр 2012 в Лондоне. Выступал за молодёжную сборную Беларуси. В сборной Беларуси дебютировал 14 ноября 2012 года в товарищеском матче со сборной Израиля в Иерусалиме (2:1).

## Достижения
Клубные
«Гомель»
- Обладатель Кубка Беларуси (2): 2010/11, 2021/22
- Обладатель Суперкубка Беларуси (1): 2012
- Бронзовый призёр чемпионата Беларуси (1): 2011

БАТЭ
- Чемпион Беларуси (3): 2013, 2014, 2015
- Обладатель Кубка Беларуси (1): 2014/15
- Обладатель Суперкубка Беларуси (2): 2013, 2014

Личные
- В списках 22 лучших футболистов чемпионата Беларуси (1): сборная «Б» — 2012

## Статистика выступлений

### Клубная статистика
| Выступление        | Выступление      | Выступление      | Чемпионат | Чемпионат | Кубки | Кубки | Еврокубки | Еврокубки | Итого | Итого |
| Клуб               | Лига             | Сезон            | Игры      | Голы      | Игры  | Голы  | Игры      | Голы      | Игры  | Голы  |
| ------------------ | ---------------- | ---------------- | --------- | --------- | ----- | ----- | --------- | --------- | ----- | ----- |
| Торпедо-БелАЗ      | Высшая лига      | 2008             | 1         | 0         | 0     | 0     | 0         | 0         | 1     | 0     |
| Торпедо-БелАЗ      | Высшая лига      | 2009             | 2         | 0         | 2     | 1     | 0         | 0         | 4     | 1     |
| Торпедо-БелАЗ      | Высшая лига      | 2010             | 14        | 0         | 1     | 0     | 4         | 0         | 19    | 0     |
| Торпедо-БелАЗ      | Итого            | Итого            | 17        | 0         | 3     | 1     | 4         | 0         | 24    | 1     |
| Гомель             | Высшая лига      | 2011             | 29        | 2         | 6     | 0     | 2         | 1         | 37    | 3     |
| Гомель             | Высшая лига      | 2012             | 27        | 3         | 3     | 0     | 2         | 1         | 32    | 4     |
| Гомель             | Итого            | Итого            | 56        | 5         | 9     | 0     | 4         | 2         | 69    | 7     |
| БАТЭ               | Высшая лига      | 2013             | 22        | 1         | 1     | 0     | 3         | 0         | 26    | 1     |
| БАТЭ               | Высшая лига      | 2014             | 24        | 2         | 2     | 0     | 7         | 0         | 33    | 2     |
| БАТЭ               | Высшая лига      | 2015             | 13        | 0         | 3     | 1     | 6         | 0         | 22    | 1     |
| БАТЭ               | Итого            | Итого            | 59        | 3         | 6     | 1     | 16        | 0         | 81    | 4     |
| Панетоликос        | Суперлига        | 2015/16          | 3         | 0         | 0     | 0     | 0         | 0         | 3     | 0     |
| Панетоликос        | Итого            | Итого            | 3         | 0         | 0     | 0     | 0         | 0         | 3     | 0     |
| Шахтёр (Солигорск) | Высшая лига      | 2017             | 9         | 1         | 4     | 1     | 1         | 0         | 14    | 2     |
| Шахтёр (Солигорск) | Итого            | Итого            | 9         | 1         | 4     | 1     | 1         | 0         | 14    | 2     |
| → Торпедо-БелАЗ    | Высшая лига      | 2017             | 9         | 0         | 1     | 0     | 0         | 0         | 10    | 0     |
| → Торпедо-БелАЗ    | Итого            | Итого            | 9         | 0         | 1     | 0     | 0         | 0         | 10    | 0     |
| Торпедо-БелАЗ      | Высшая лига      | 2018             | 21        | 0         | 1     | 0     | 0         | 0         | 22    | 0     |
| Торпедо-БелАЗ      | Итого            | Итого            | 21        | 0         | 1     | 0     | 0         | 0         | 22    | 0     |
| Минск              | Высшая лига      | 2019             | 14        | 0         | 0     | 0     | 0         | 0         | 14    | 0     |
| Минск              | Высшая лига      | 2020             | 5         | 0         | 0     | 0     | 0         | 0         | 5     | 0     |
| Минск              | Итого            | Итого            | 19        | 0         | 0     | 0     | 0         | 0         | 19    | 0     |
| Крумкачи           | Первая лига      | 2021             | 7         | 0         | 0     | 0     | 0         | 0         | 7     | 0     |
| Крумкачи           | Итого            | Итого            | 7         | 0         | 0     | 0     | 0         | 0         | 7     | 0     |
| Гомель             | Высшая лига      | 2022             | 23        | 2         | 7     | 1     | 1         | 0         | 31    | 3     |
| Гомель             | Высшая лига      | 2023             | 26        | 5         | 0     | 0     | 0         | 0         | 26    | 5     |
| Гомель             | Итого            | Итого            | 49        | 7         | 7     | 1     | 1         | 0         | 57    | 8     |
| Всего за карьеру   | Всего за карьеру | Всего за карьеру | 249       | 16        | 31    | 4     | 26        | 0         | 306   | 20    |

1. ↑  Кубок Беларуси, Суперкубок Беларуси.
2. ↑  Лига чемпионов УЕФА, Лига Европы УЕФА, Лига конференций УЕФА.

### Статистика за сборную
| Сборная  | Год   | Матчи | Голы |
| -------- | ----- | ----- | ---- |
| Беларусь | 2012  | 1     | 0    |
| Беларусь | 2013  | 4     | 0    |
| Беларусь | 2014  | 4     | 1    |
| Всего    | Всего | 9     | 1    |

### Список матчей за сборную
| Матчи Ильи Алексиевича за национальную сборную Беларуси | Матчи Ильи Алексиевича за национальную сборную Беларуси | Матчи Ильи Алексиевича за национальную сборную Беларуси | Матчи Ильи Алексиевича за национальную сборную Беларуси | Матчи Ильи Алексиевича за национальную сборную Беларуси | Матчи Ильи Алексиевича за национальную сборную Беларуси | Матчи Ильи Алексиевича за национальную сборную Беларуси | Матчи Ильи Алексиевича за национальную сборную Беларуси |
| №                                                       | Дата                                                    | Соперник                                                | Счёт                                                    | Голы                                                    | Карточки                                                | Минуты                                                  | Соревнование                                            |
| ------------------------------------------------------- | ------------------------------------------------------- | ------------------------------------------------------- | ------------------------------------------------------- | ------------------------------------------------------- | ------------------------------------------------------- | ------------------------------------------------------- | ------------------------------------------------------- |
| 1                                                       | 14 ноября 2012                                          | Израиль                                                 | 2:1                                                     | —                                                       | —                                                       | 65'                                                     | Товарищеский матч                                       |
| 2                                                       | 21 марта 2013                                           | Иордания                                                | 0:1                                                     | —                                                       | —                                                       | 64'                                                     | Товарищеский матч                                       |
| 3                                                       | 25 марта 2013                                           | Канада                                                  | 2:0                                                     | —                                                       | —                                                       | 83'                                                     | Товарищеский матч                                       |
| 4                                                       | 15 ноября 2013                                          | Албания                                                 | 0:0                                                     | —                                                       | —                                                       | 46'                                                     | Товарищеский матч                                       |
| 5                                                       | 19 ноября 2013                                          | Турция                                                  | 1:2                                                     | —                                                       | —                                                       | 90+1'                                                   | Товарищеский матч                                       |
| 6                                                       | 5 марта 2014                                            | Болгария                                                | 1:2                                                     | —                                                       | —                                                       | 76'                                                     | Товарищеский матч                                       |
| 7                                                       | 4 сентября 2014                                         | Таджикистан                                             | 6:1                                                     | 75′                                                     | —                                                       | 46'                                                     | Товарищеский матч                                       |
| 8                                                       | 8 сентября 2014                                         | Люксембург                                              | 1:1                                                     | —                                                       | —                                                       | 77'                                                     | Отборочные матчи ЧЕ-2016                                |
| 9                                                       | 18 ноября 2014                                          | Мексика                                                 | 3:2                                                     | —                                                       | 30'                                                     | 90'                                                     | Товарищеский матч                                       |

Итого: 9 матчей / 1 гол; 4 победы, 2 ничьих, 3 поражения.